# Motorvägar i Polen

Motorvägsnätet i Polen. Befintliga motorvägar i grönt, motorvägar under konstruktion i rött och planerade motorvägar i grått.

Motorvägarna i Polen befinner till stor del under byggnad och ombyggnad. Från tiden före andra världskriget finns det en del motorvägar som byggdes av tyskarna som hade storslagna motorvägsplaner. Detta gäller framförallt de delar av Polen som tidigare har tillhört Tyskland. Flera av dessa finns kvar idag i form av ruinmotorvägar. En del ruinmotorvägar är idag upprustade medan andra är under ombyggnad och komplettering. Det finns också ett antal där renovering ännu inte är påbörjad. Av dessa är en del körbara men de är inte kompletta och är många gånger "halva motorvägar", dvs. att enbart ena körfältet används. Vissa är däremot inte ens körbara utan enbart som monument. Polens regering har beslutat att samtliga ruinmotorvägar ska renoveras och bli helt kördugliga. Många som är intresserade av motorvägar brukar anse att Polen är det intressantaste landet då det finns en hel del motorvägshistoria i Polen. Ruinmotorvägarna i Polen lockar också till sig motorvägsintresserade från stora delar av Europa. Idag pågår stora motorvägsutbyggnader i Polen. De får numera också bidrag från EU för att förverkliga sin vision att få ett motorvägssystem som binder ihop alla Polens viktiga städer och att förbinda Polen med grannländerna. Listan nedan över polska motorvägar är inte komplett. Detta beror på att det är svårt att göra en helt komplett lista med polska motorvägar eftersom flera av ruinmotorvägarna inte är klassade som motorvägar. Eftersom somliga av dessa inte hänger samma på grund av att de inte blev färdiga så går det inte att räkna upp alla dessa. I framtiden när motorvägsnätet är bättre utbyggt kommer listan att göras längre. Det finns också ett större antal vägar som är byggda under kommunisttiden som stort sett uppfyller motorvägsstandard men som inte är klassade som det. Dessa finns inte heller med i listan nedan. Ett antal av dessa kommer att klassas om till motorvägar. Därtill har Polen flera vägsträckor som motsvarar svensk motorvägsstandard, men som av nationella regler endast klassas som motortrafikleder.

## Motorvägssträckor i Polen
- A1 E75 Gdansk - Toruń - Łódź - Katowice - Gorzyczki - (Tjeckien) (under byggnad)
- A2 E30 Tvärförbindelse (Tyskland) - Warszawa - (Vitryssland) (under byggnad, avsnittet mellan gränsen till Tyskland och Warszawa är öppnat)
- A4 E40 (Tyskland) - Wrocław - Opole - Kraków
- A6 E28 (Tyskland) - Szczecin (utbyggnad mot Gdańsk och vidare mot Kaliningrad projekteras - Sträckan Elbląg - Kaliningrad färdigställdes före 2:a världskriget i sin helhet som en halv motorväg men har sedan krigsslutet 1945 legat orenoverad.  På senare år har Polen fått bidrag från EU för att restaurera och återuppbygga en del av de broar som bombades eller sprängdes sönder vid krigsslutet)
- A8 E67 Wrocław omfartsled
- A18 E36 (Tyskland) - Krzyżowa (upprustning och komplettering pågår)